# Notharchus
Notharchus – rodzaj ptaków z rodziny drzymów (Bucconidae).

## Zasięg występowania
Rodzaj obejmuje gatunki występujące w Ameryce Centralnej i Południowej.

## Morfologia
Długość ciała 14–25 cm; masa ciała 21–106 g.

## Systematyka

### Etymologia
- Capito: łac. capito, capitonis „wielkogłowy, o wielkiej głowie”, od caput, capitis „głowa”[7]. Gatunek typowy: Bucco macrorynchos J.F. Gmelin, 1788; młodszy homonim Capito Vieillot, 1816 (Ramphastidae).
- Notharchus: gr. νωθης nōthēs „powolny”, od νωθευω nōtheuō „być apatycznym”; αρχος arkhos „lider, szef”, od αρχω arkhō „rządzić”[8].
- Nothriscus: gr. νωθρος nōthros „leniwy”; przyrostek zdrabniający -ισκος -iskos[9]. Gatunek typowy: Bucco tectus Boddaert, 1783.
- Megacephalus: gr. μεγας megas „wielki”; -κεφαλος -kephalos „-głowy”, od κευαλη kephalē „głowa”[10]. Gatunek typowy: Megacephalus bitorquatus W. Bertoni, 1901 (= Bucco swainsoni G.R. Gray, 1846).

### Podział systematyczny
Do rodzaju należą następujące gatunki:
- Notharchus hyperrhynchus (P.L. Sclater, 1856) – drzym białoszyi – takson wyodrębniony ostatnio z N. macrorhynchos[12]
- Notharchus macrorhynchos (J.F. Gmelin, 1788) – drzym wielkodzioby
- Notharchus swainsoni (G.R. Gray, 1846) – drzym płowobrzuchy – takson wyodrębniony ostatnio z N. macrorhynchos[13]
- Notharchus pectoralis (G.R. Gray, 1846) – drzym białobrody
- Notharchus ordii (Cassin, 1851) – drzym czarnoczapkowy
- Notharchus tectus (Boddaert, 1783) – drzym maskowy